# 釜飯

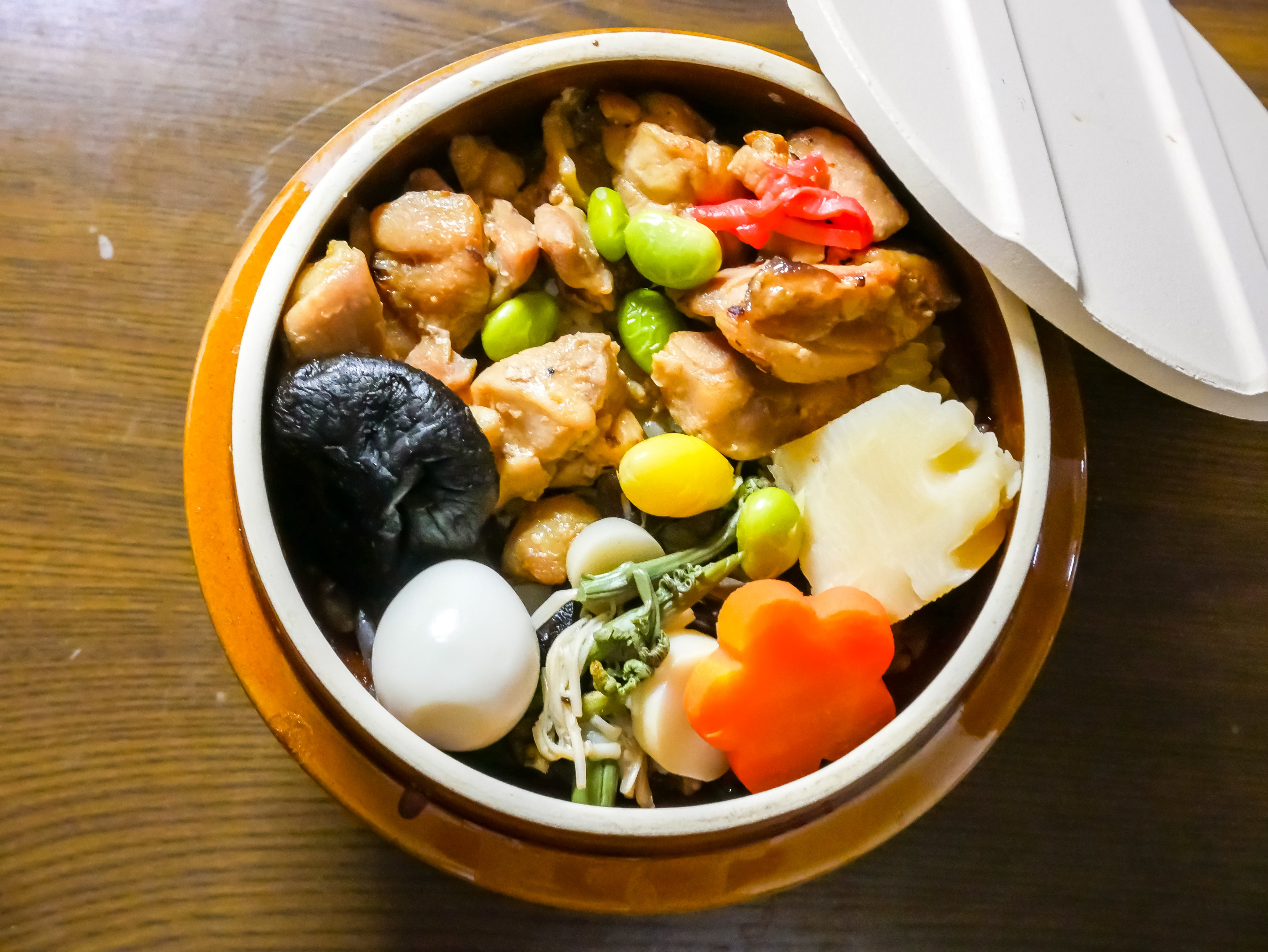
雞釜飯

釜飯（日语假名：かまめし）是日本的一种传统鍋飯。一般為一人份量，常見的配料有雞肉、椎茸、螃蟹、干貝、牡蠣等。